# Romualdas Ozolas
Romualdas Ozolas (* 31. Januar 1939 in Joniškėlis, Rajongemeinde Pasvalys; † 6. April 2015 in Vilnius) war ein litauischer Philosoph und Politiker, stellvertretender Premierminister (1990–91) und Parlamentsvizepräsident Litauens (1996–99).

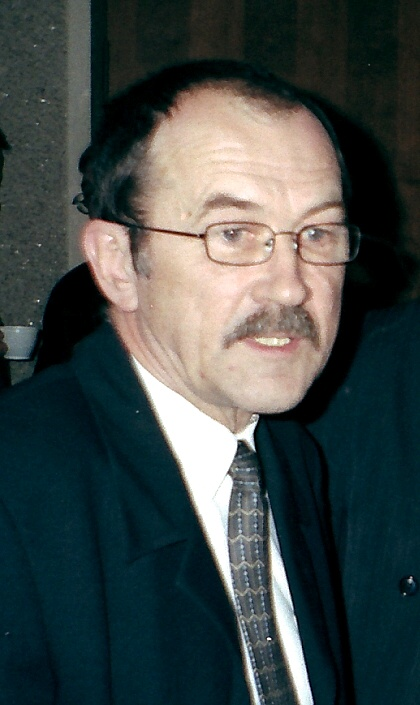
Romualdas Ozolas (2002)

## Leben
Nach dem Abitur an der Mittelschule Bazilijonai in der Rajongemeinde Šiauliai im Jahr 1957 absolvierte er von 1957 bis 1962 das Diplomstudium der Philosophie an der Fakultät für Geschichte und Philologie sowie von 1968 bis 1973 eine Aspirantur an der Universität Vilnius. Von 1973 bis 1989 lehrte er an der Universität. Von 1965 bis 1968 war er als verantwortlicher Sekretär und danach als Abteilungsredakteur des Kulturmagazins Kultūros barai tätig.
Von 1975 bis 1980 arbeitete er im Sekretäriat des Ministerrats von Sowjetlitauen. Von 1980 bis 1989 war er als stellvertretender Chefredakteur des Buchverlags Mintis tätig. Ab 1989 war Romualdas Ozolas Mitglied des Obersten Sowjets und Seimas'. Von 1989 bis 1990 war er Deputat des Obersten Rates Sowjetlitauens. Ab 1990 war er Mitglied im Seimas. Von 1990 bis 1991 war er Stellvertreter der litauischen Premierministerin Kazimira Prunskienė im Kabinett Prunskienė. In den Jahren 1996 bis 1999 war er Parlamentsvizepräsident.

### Parteinmitgliedschaften
Von 1973 bis 1990 war Ozolas KPdSU-Mitglied. Ab 1988 war er Mitglied von Lietuvos Persitvarkymo Sąjūdis, bis 1990 Mitglied der Initiativgruppe von Sąjūdis. Von 1989 bis 1990 war er Mitglied von Lietuvos komunistų partija. Ab 1992 war er Mitglied von Lietuvos centro judėjimas, ab 1993 von Lietuvos centro sąjunga (LCS), Ehrenpräsident von LCS. Ab 2012 leitete er die Nationale Bewegung Už Lietuvą Lietuvoje.

## Schriften
- 1988 Pasakojimai apie filosofiją. Vilnius 1988. ISBN 5-7900-0008-8
- 1992 Pirmieji atkurtosios nepriklausomybės metai
- 1996 Atgimimo ištakose
- 1998 Išsivadavimas